# کریپتون (مجموعه تلویزیونی)
کریپتون یک سریال آمریکایی است که شروع پخش آن در سال ۲۰۱۸ صورت گرفته و فصل اول آن در ۱۰ قسمت از شبکه سای فای پخش شده است. این سریال بر اساس کمیک‌ها ساخته نشده و داستان کاملاً جدیدی دارد. کریپتون در سال ۲۰۱۸ فصل دوم آن تمدید شد و از تاریخ ۱۲ ژوئن ۲۰۱۹ پخش آن در شبکه سای فای شروع شده است

## خلاصه داستان
داستان این سریال در مورد گذشتهٔ کریپتون و علل‌های نابودی آن است.
داستان از آن‌جا شروع می‌شود که پدربزرگِ پدربزرگ سوپرمن (وال-ال) را در دادگاه کریپتون به علت دروغ پنداشتن هشدار آن در مورد برینیاک به مرگ محکوم می‌کنند. چندین سال بعد هنگامی که پدربزرگ سوپرمن(سِگ-ال) بزرگ می‌شود انسانی(آدام استرنج) از آینده ساکن زمین به کریپتون می‌آید و در مورد آینده به او می‌گوید.